# Praden
Praden (Reto-Romaans: Prada; Italiaans (verouderd): Prata) is een plaats en voormalige gemeente in het Zwitserse kanton Graubünden, en maakt deel uit van het district Plessur. Sinds 1 januari 2009 is deze gemeente gefuseerd met Tschiertschen tot de gemeente Tschiertschen-Praden.
Praden telt 114 inwoners.
- Historisch woordenboek van Zwitserland: 001585
- Library of Congress Control Number: n83031321
- Nationale Bibliotheek van Israël: 987007567061305171
- Virtual International Authority File: 147781325
- WorldCat: E39PBJy4hqPfXkbmW8GcJWf8YP